# Walter Isendahl (Admiral)

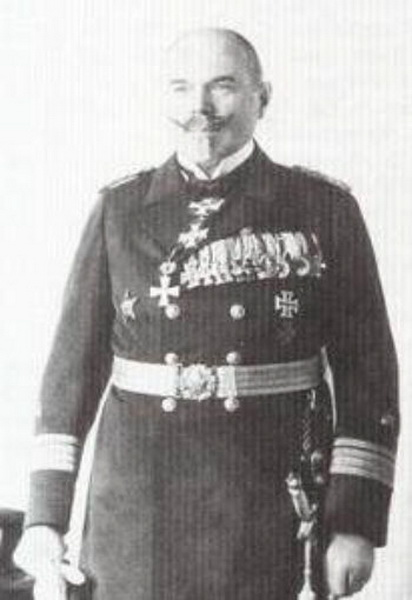
Walter Isendahl um 1918

Walter Isendahl (* 10. September 1872 in Braunschweig; † amtlich festgesetzt am 30. April 1945 in Berlin) war ein deutscher Marineoffizier, der von 1914 bis 1918 die Nachrichtenabteilung des Admiralstabs leitete. Im Herbst 1918 war er kurzfristig Kommandant des ehemaligen russischen Linienschiffs Wolja. Von 1919 bis 1922 war er Chef des Reichswasserschutzes (R.W.S.). Von 1941 bis 1943 war er in einer nicht näher bezeichneten Funktion beim Oberkommando der Kriegsmarine (OKM) zur Auswertung sowjetischen Schriftmaterials tätig.

## Herkunft und Familie
Über seine Herkunft, seine Familie und seine Schulausbildung ist bislang (Stand 2019) nichts bekannt.

## Dienstliche Tätigkeit bis 1914
Isendahl begann seine Laufbahn in der Kaiserlichen Marine am 10. April 1891 als Seekadett auf dem Schulschiff Stosch. Mit dem Ende der Ausbildung  wurde er am 20. September 1894 zum Unterleutnant zur See befördert.
Sein erstes Auslandskommando führte nach Ostasien, wo Isendahl von 1896 bis 1898 als Wachoffizier auf der Kreuzerkorvette Arcona diente. Nach seiner Rückkehr war er bis 1903 Kommandant von Torpedobooten sowie in verschiedenen Funktionen im Torpedowesen eingesetzt. 1902 wurde er zum Kapitänleutnant befördert. Vom Dezember 1904 bis Mai 1907 diente er als Admiralstabsoffizier beim Kreuzergeschwader erneut in Ostasien. Nach seiner Rückkehr aus Tsingtau fand er Verwendung in Torpedobootsflottillen, 1908 wurde er zum Korvettenkapitän befördert. Von 1909 bis 1911 war er Torpedo-Direktor auf der Kaiserlichen Werft Wilhelmshaven.
Ab 1912 diente er bis September 1913 als Erster Offizier auf dem Linienschiff Wettin; 1913 erfolgte seine Beförderung zum Fregattenkapitän.

## In der Nachrichtenabteilung, 1914 bis 1918
Vom 29. September 1913 bis 28. Februar 1914 war Isendahl zum Admiralstab der Marine kommandiert und wurde hier als Abteilungsleiter eingesetzt. Am 1. März 1914 wurde Isendahl als Nachfolger von Kapitän zur See Arthur Tapken (1864–1945) Vorstand des Nachrichtenabteilung des Admiralstabs. Über deren Struktur und Tätigkeit im Ersten Weltkrieg ist kaum etwas bekannt. Am 17. Oktober 1915 wurde Isendahl zum Kapitän zur See befördert. Im Frühjahr 1916 war er in das Libau-Unternehmen involviert; eine nachrichtendienstliche Operation zur Unterstützung des Osteraufstands in Irland unter Beteiligung von Sir Roger Casement.

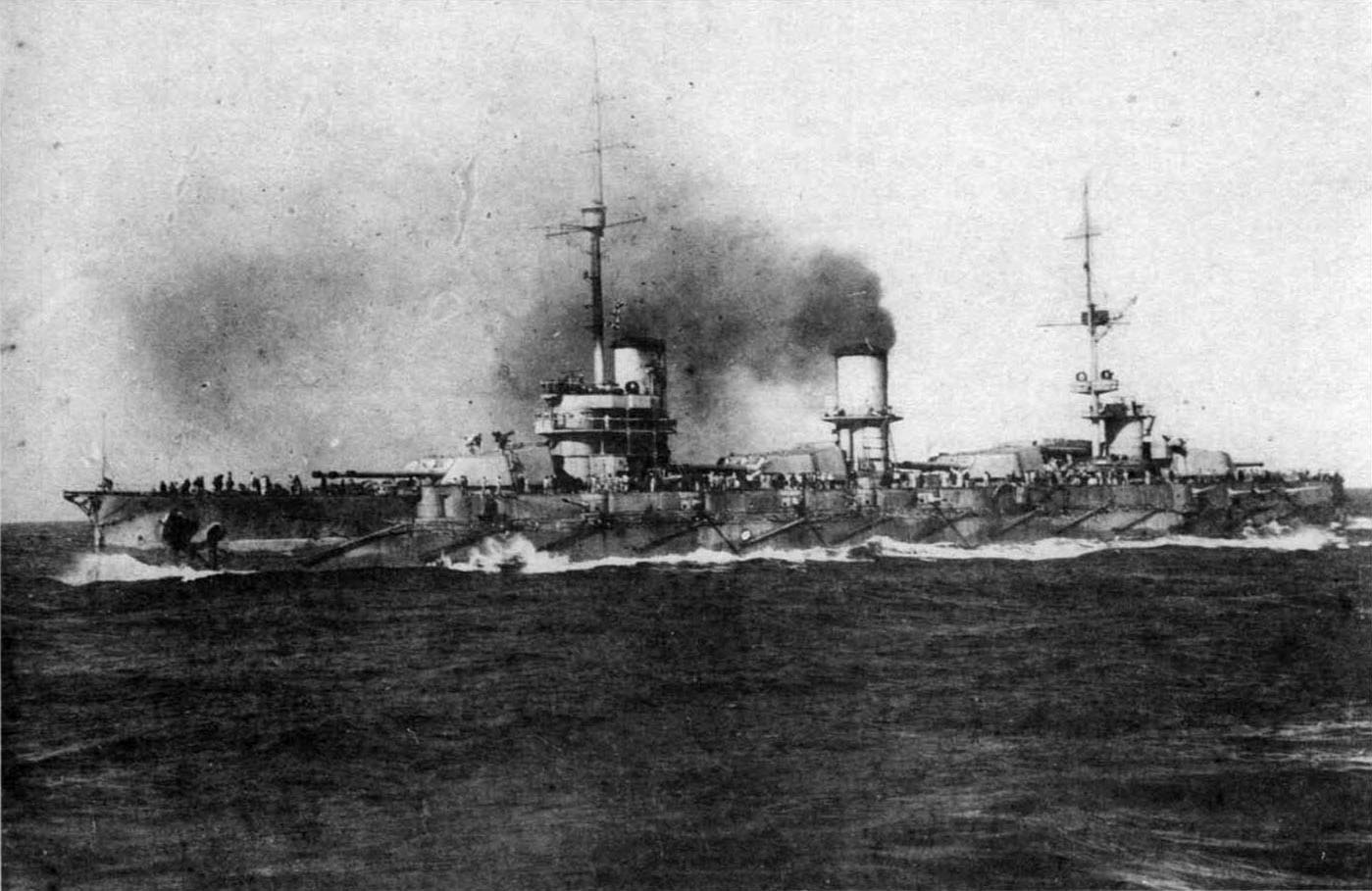
Wolja 1917

Vom 20. Februar bis zum 24. April 1918 war Isendahl zugleich dem Finnland-Unternehmen zugeteilt. Mit dem Ausscheiden aus dem Unternehmen endete auch seine Tätigkeit im Nachrichtendienst. Die Gründe sind nicht bekannt; sein Nachfolger wurde Kapitän zur See Paul Ebert (1873–1939). Vom 28. April bis zum 14. September 1918 war Isendahl Mitglied der Nautisch-Technischen Kommission, zugleich vom 2. Mai bis zum 14. September Hafenkommandant von Sewastopol. Vom 25. September bis zum 21. November 1918 war Isendahl Kommandant des ehemals russischen Großkampfschiffs Wolja.

## Zwischenkriegszeit, Reichwasserschutz
Offenbar aufgrund des Waffenstillstands von Compiègne am 11. November 1918 kehrte er nach Berlin zurück und war offenbar erneut im Admiralstab tätig. Vom 6. Januar 1919, dem Beginn des Spartakusaufstands, bis zum 15. Mai 1919 befand sich Isendahl in nicht bekannter Funktion beim Generalkommando Lüttwitz. Vom 15. Mai bis zum 30. September 1919 war er beim Reichsmarineamt (RMA, seit dem 15. Juli 1919 Admiralität) der Vorläufigen Reichsmarine tätig.
Ab dem 1. Oktober 1919 war Isendahl, obwohl weiterhin formal der Marine angehörend, für das Reichsministerium des Innern tätig, wo er offensichtlich mit dem Aufbau des Reichswasserschutzes (R.W.S.) betraut war. Am 1. Februar 1920 übernahm er auch formal dessen Leitung. Am 7. April 1920 wurde Isendahl aus der Vorläufigen Reichsmarine mit dem Charakter eines Konteradmirals verabschiedet. Auf eigenen Wunsch schied er am 30. April 1922 aus dem Reichsdienst aus. Über weitere Tätigkeiten bis 1941 ist nichts bekannt.

## Zweiter Weltkrieg und Tod
Am 26. Juli 1941, also rund vier Wochen nach dem Beginn des Unternehmens Barbarossa, wurde Isendahl Beauftragter des Oberbefehlshabers der Kriegsmarine für Sonderaufgaben in Südrussland zur „Sicherung und Bearbeitung von russischem Schriftmaterial auf dem Marinegebiet in russischen Dienststellen und Werften“ (Hildebrand/Henriot, S. 164). Ob er für diese Tätigkeit formal reaktiviert wurde, ist unbekannt. Soweit bekannt, trug er während dieser Tätigkeit keinen Dienstgrad. Seine Tätigkeit endete am 31. Januar 1943; Isendahl war zu diesem Zeitpunkt 70 Jahre alt.
Nach Hildebrand/Henriot kam Isendahl bei Kriegsende 1945 in Berlin unter ungeklärten Umständen ums Leben. Amtlich festgesetzter Todestag ist der 30. April 1945. Wann und durch wen diese Feststellung erfolgte, ist bislang (Stand 2019) unbekannt.

## Auszeichnungen
Isendahl war u. a. Träger der beiden Klassen des Eisernen Kreuzes, des osmanischen Eisernen Halbmonds und des Finnischen Freiheitskreuzes I. Klasse mit Schwertern.

## Film und Fernsehen
In dem zweiteiligen ZDF-Fernsehfilm Sir Roger Casement von 1968, das ausführlich das Libau-Unternehmen nachzeichnete, wurde Isendahl von Otto Preuss dargestellt.